# Keisuke Saka
Keisuke Saka (født 7. maj 1995) er en japansk fodboldspiller, som spiller for den japanske fodboldklub Shonan Bellmare.